# Brunfelsia bonodora
Brunfelsia bonodora là loài thực vật có hoa trong họ Cà. Loài này được (Vell.) J.F.Macbr. mô tả khoa học đầu tiên năm 1930.